# الزواج القسري في نيوزيلندا
الزواج القسري هو زواج شخص إلى شخص آخر دون موافقة أحد الطرفين أو كليهما. يجب التمييز بينه وبين الزواج المدبر، حيث لا يختار الطرفان شركائهما ولكن هناك حرية تامة قي  قبول الزواج أو رفضه. علي نطاق واسع، يعتبر هذا الزواج انتهاكا لحقوق الإنسان، حيث يعتبره بعض الذين علقوا عليه بأنه شكل من أشكال العبودية.

## انتشار الزواج القسري في نيوزلندا
هناك نقص في الإحصاءات الموثوقة فيها حول معدلات الزواج القسري في نيوزيلندا. اعتمدت بعض التقارير الدولية التي قامت بالبحث في هذه المسألة، على معدلات الزواج المسجل في نيوزيلندا والتي كان فيها أحد الطرفين أقل من 18 عامًا. في عام 2013، بلغ عدد الزيجات المسجلة 57 حالة، حيث كان أحد الطرفين أقل من 18 عامًا، ويتألف من 0.29٪ من الزيجات المسجلة في تلك السنة. وعلى الرغم من العديد من حالات الزواج القسري التي يكون فيها طرف يقل عمره عن 18 عاماً، أي شريك قاصر، فليس من ضروري ان تكون كل حالة زواج تحتوي علي شريك قاصر من الزواج القسري.
و من المعروف بشكل كبير أن العديد من حالات الزواج القسري قد تحدث داخل المجتمعات العرقية أو الدينية وتستمد شرعيتها من العرف الاجتماعي. ونظراً لأن المجتمع يعتبر هذه الزيجات شرعية، فإنها غالباً ما تكون غير مسجلة ومن الصعب تتبعها.
تمتلك بعض المجموعات المحلية كشاكتي (Shakti)، وهي منظمة غير حكومية تعمل على الحد من العنف الأسري في مجتمعات المهاجرين، أدلة مروية عن حدوث زواج قسري في نيوزيلندا.  ولقد تم العثور على معدلات أعلى من الزيجات القسرية في أوكلاند مقارنة بالمراكز الحضارية الأخرى، مما يعكس تركزالمجموعات العرقية لإفريقيا وآسيا والشرق الأوسط علي اوسع نطاق في أوكلاند (المجتمعات التي يكون فيها الزواج القسري أكثر احتمالاً ان يحدث). كما أن الأدلة المروية التي قدمتها شاكتي قد لا تنجح في عكس الصورة الحقيقية لحجم الزواج القسري الذي يحدث في نيوزيلندا، وذلك لأن هناك العديد من ضحايا الزواج القسري لا يبلغن عن سوء معاملتهن وقد يتم حبسهن داخل مجتمعاتهن المحلية نفسها.

## الإطار التشريعي الحالي

### اشتراط المواقفة
بموجب المادة 17 من قانون الزواج لعام 1955، لا يمكن عقد الزواج إذا كان أحد الطرفين عمره أقل من 16 سنة من العمر. إن ممارسة أي نشاط جنسي مع شخص يقل عمره عن 16 عامًا يعتبر أيضًا غير قانوني. بالإضافة إلى ذلك، يتطلب القانون النيوزيلندي الحالي في الزواج المسجل أن يقوم طرف واحد بالتوقيع علي اقرار رسمي يشير إلى وجود موافقة حرة على الزواج، وليس من الضروري أن يقوم كلا منهما باقرار هذه الموافقة. ولقد قام بعض الدارسين بنقد هذا الشرط التشريعي لموافقته الصريحة استنادًا علي طرف واحد فقط، مقترحين في هذه الحالة أنه سيوقع الشخص الذي يريد هذا الزواج علي الإعلان بكل بساطة ويدعي كذبا أن الموافقة موجودة.
يجب أيضا الحصول على موافقة الوالدين قبل زواج القُصَّر الذين تتراوح أعمارهم بين 16 و 17 عامًا. إلا أنه في كثير من الحالات يتم دعم الزواج القسري وترتيبه من قبل الوالدين بنفسهم، وبالتالي فإن هذا الشرط لا يضمن الموافقة الحرة للقُصَّر.

## أحكام جنائية
لا يوجد في الوقت الراهن حكم محدد يحظر الزواج القسري في نيوزيلندا، لكن الملاحقة القضائية لأولئك الذين يرغمون البعض علي الزواج منهم قد تحدث بموجب أحكام جنائية عديدة. حيث  وجد العديد من الباحثين سبيلاً محتملاً للملاحقة القضائية في المادة 208 من قانون الجرائم لعام 1961 (الاختطاف لأغراض الزواج أو الاتصال الجنسي). كما قد يكون هناك مساءلة بموجب أحكام أخرى في قانون الجرائم لعام 1961 كما في المادة 98 (الاتجار بالرقيق). ولكن يبدو أن هذه الأحكام في المقابل لا ترد بشكل ملائم علي مسألة الزواج القسري. فعلى سبيل المثال، الاعتقاد الخاطئ في الموافقة يعتبر دفاعا أمام مسؤولية مادة 208، إلا أنه من الصعب إثبات وجود مثل هذا الاعتقاد الخاطئ.

### المعلومات الكاملة
- CEDAW (1994). "General Recommendation No. 21 on Equality in Marriage and Family Relations" (PDF). Committee on the Elimination of All Forms of Discrimination Against Women. مؤرشف من الأصل (PDF) في 2022-12-19.
- CEDAW (2012). "Concluding Observations". Committee on the Elimination of All Forms of Discrimination Against Women. مؤرشف من الأصل في 2022-01-21.
- CEDAW (2014). "Concluding Observations on the Seventh Periodic Report of New Zealand (addendum): Information Provided by New Zealand in Follow-Up to the Concluding Observations" (PDF). Committee on the Elimination of All Forms of Discrimination Against Women. مؤرشف من الأصل (PDF) في 2023-02-10.
- CEDAW (2017). "General Recommendation No. 35 on Gender Based Violence Against Women, Updating General Recommendation No. 19". Committee on the Elimination of All Forms of Discrimination Against Women. مؤرشف من الأصل في 2023-03-07.
- CRC (2014). "List of issues in relation to the report submitted by New Zealand under article 12, paragraph 1, of the Optional Protocol to the Convention on the Rights of the Child on the sale of children, child prostitution and child pornography (CRC/C/OPSC/NZL/1)". Committee on the Rights of the Child. مؤرشف من الأصل في 2021-07-02.
- CRC (2016). "Concluding Observations (CRC/C/NZL/CO/5)". Committee on the Rights of the Child. مؤرشف من الأصل في 2023-03-14.
- Iskander، Sandra (2015). "Dealing with Allegations of Violence Against Women in a Multicultural Environment: Consideration of Approach(es) and Procedure(s) with Regards to Abuse Allegations of Women of an Asian, African and Middle Eastern Origin in New Zealand". International Journal for Intersectional Feminist Studies. ج. 1: 40–57.
- Innes-Kent، Suzanne (2007). "New Zealand's Obligations at International Law in Relation to the Human Rights Issue of Forced Marriage: Should New Zealand Criminalise Forced Marriage?". مؤرشف من الأصل في 2017-09-18.